# 共线方程
共线方程也称共线条件方程式，是应用于摄影测量与遥感中描述目标点与其相应像点及投影中心三点共线的数学方程。

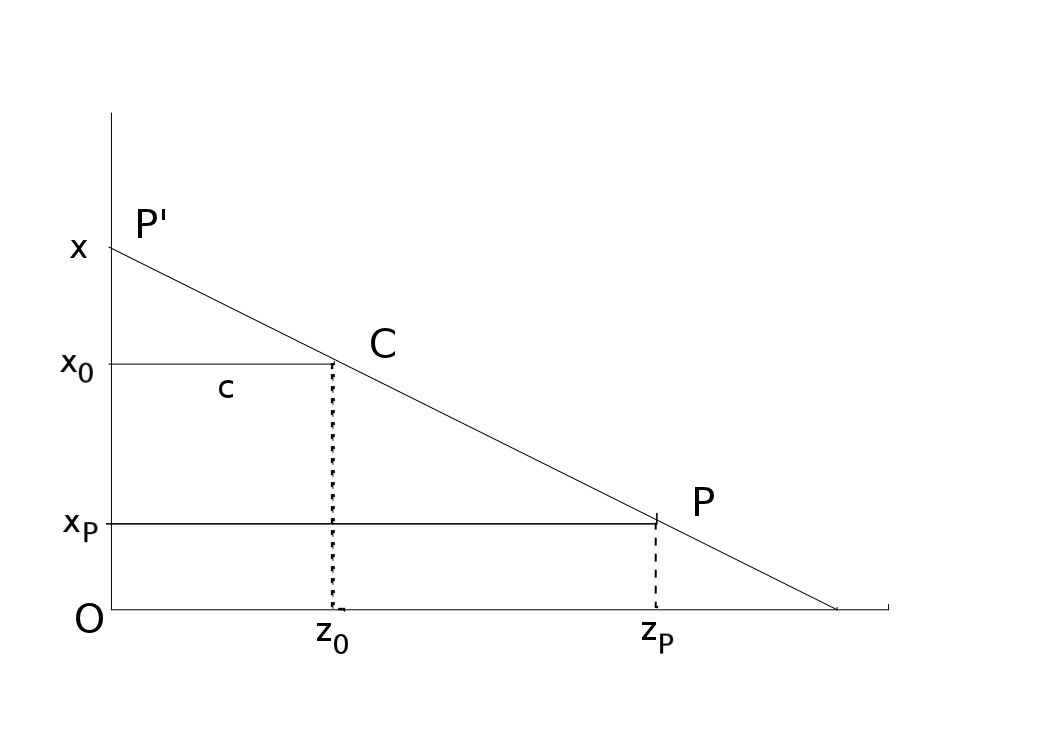

如右图所示，P为任意目标点，其在某一规定的坐标系的坐标为{\displaystyle x_{P},y_{P},z_{P}}，P'为相应的像点，其在坐标系中的坐标为{\displaystyle x,y,z}，C为投影中心，坐标为{\displaystyle x_{0},y_{0},z_{0}}，据传感器平面的距离为{\displaystyle c}。摄影时，P'、C、P三点位于一条直线上，可得出以下关系：
{\displaystyle {\frac {x-x_{0}}{x_{0}-x_{P}}}={\frac {y-y_{0}}{y_{0}-y_{P}}}={\frac {-c}{z_{0}-z_{P}}}}
即
{\displaystyle x-x_{0}=-c\ {\frac {x_{P}-x_{0}}{z_{P}-z_{0}}}}
{\displaystyle y-y_{0}=-c\ {\frac {y_{P}-y_{0}}{z_{P}-z_{0}}}}

设点P的地面坐标为{\displaystyle X,Y,Z}，投影中心的地面坐标为{\displaystyle X_{0},Y_{0},Z_{0}}。因为空间直角坐标的变换是正交变换，一个坐标系按某种顺序依次地旋转三个角度即可变换为另一个同原点的坐标系，这种变换被称为摄像机变换。于是代入方向余弦3×3-矩阵 R 可得
{\displaystyle x_{P}-x_{0}=R_{11}(X-X_{0})+R_{21}(Y-Y_{0})+R_{31}(Z-Z_{0})}
{\displaystyle y_{P}-y_{0}=R_{12}(X-X_{0})+R_{22}(Y-Y_{0})+R_{32}(Z-Z_{0})}
{\displaystyle z_{P}-z_{0}=R_{13}(X-X_{0})+R_{23}(Y-Y_{0})+R_{33}(Z-Z_{0})}
代入上式就可以得到共线方程的一般形式:
{\displaystyle x-x_{0}=-c\ {\frac {R_{11}(X-X_{0})+R_{21}(Y-Y_{0})+R_{31}(Z-Z_{0})}{R_{13}(X-X_{0})+R_{23}(Y-Y_{0})+R_{33}(Z-Z_{0})}}}
{\displaystyle y-y_{0}=-c\ {\frac {R_{12}(X-X_{0})+R_{22}(Y-Y_{0})+R_{32}(Z-Z_{0})}{R_{13}(X-X_{0})+R_{23}(Y-Y_{0})+R_{33}(Z-Z_{0})}}}
式中，{\displaystyle x,y}为像点的像平面坐标；{\displaystyle x_{0},y_{0},c}为像片的内方位元素；{\displaystyle X,Y,Z}为对应地面点的地面坐标；{\displaystyle X_{0},Y_{0},Z_{0}}为投影中心的地面坐标，{\displaystyle R_{ii}}（i=1,2,3）为影像的3个外方位角元素组成的9个方向余弦矩阵。